# Hutte

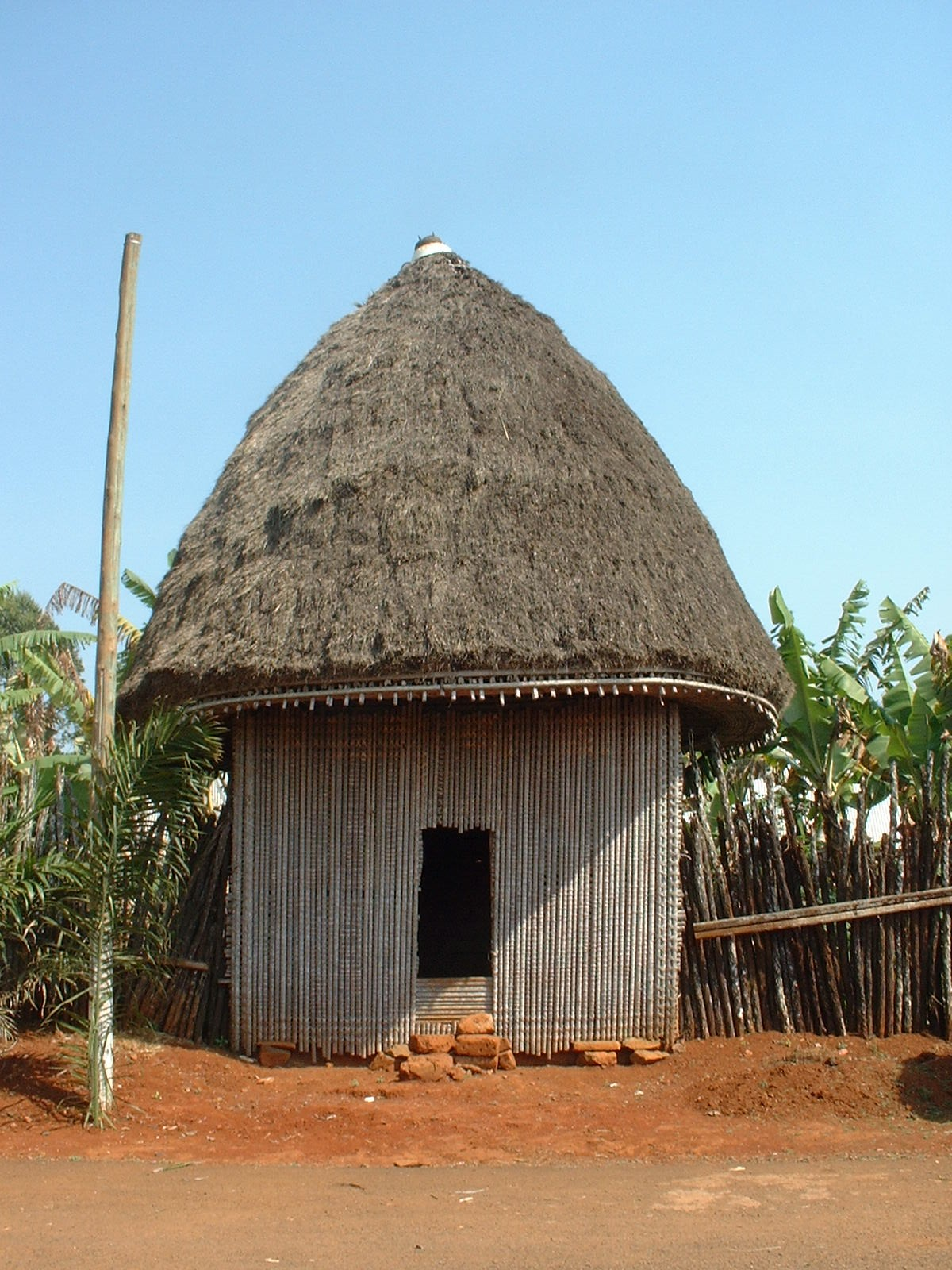
Hutte d'un village du Cameroun

Une hutte est une petite cabane. Rapide à construire, montée à chaque étape et abandonnée après chaque utilisation, elle est généralement construite à partir de branches, branchages, agglutinements de terre, paille, ossements et autres petits matériaux trouvés sur place. À la différence de la tente construite avec des matériaux façonnés, elle n'est pas un abri mobile.

## Afrique subsaharienne

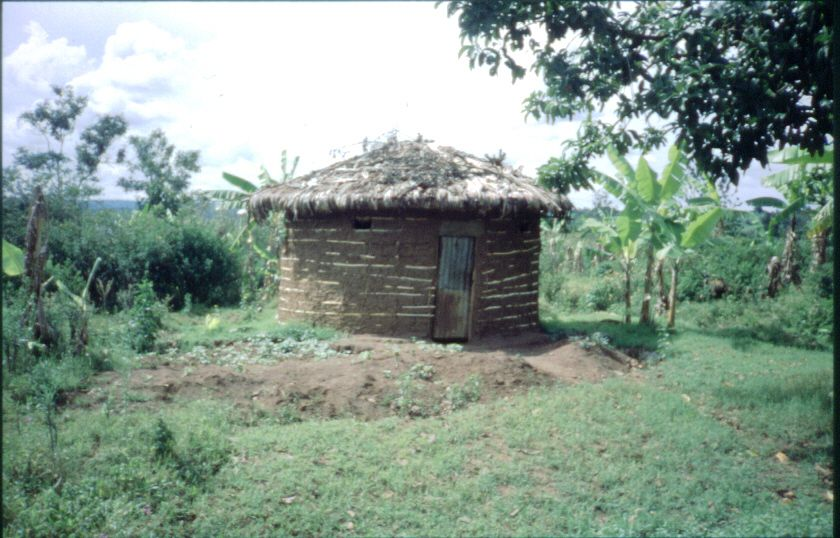
Hutte au Rwanda
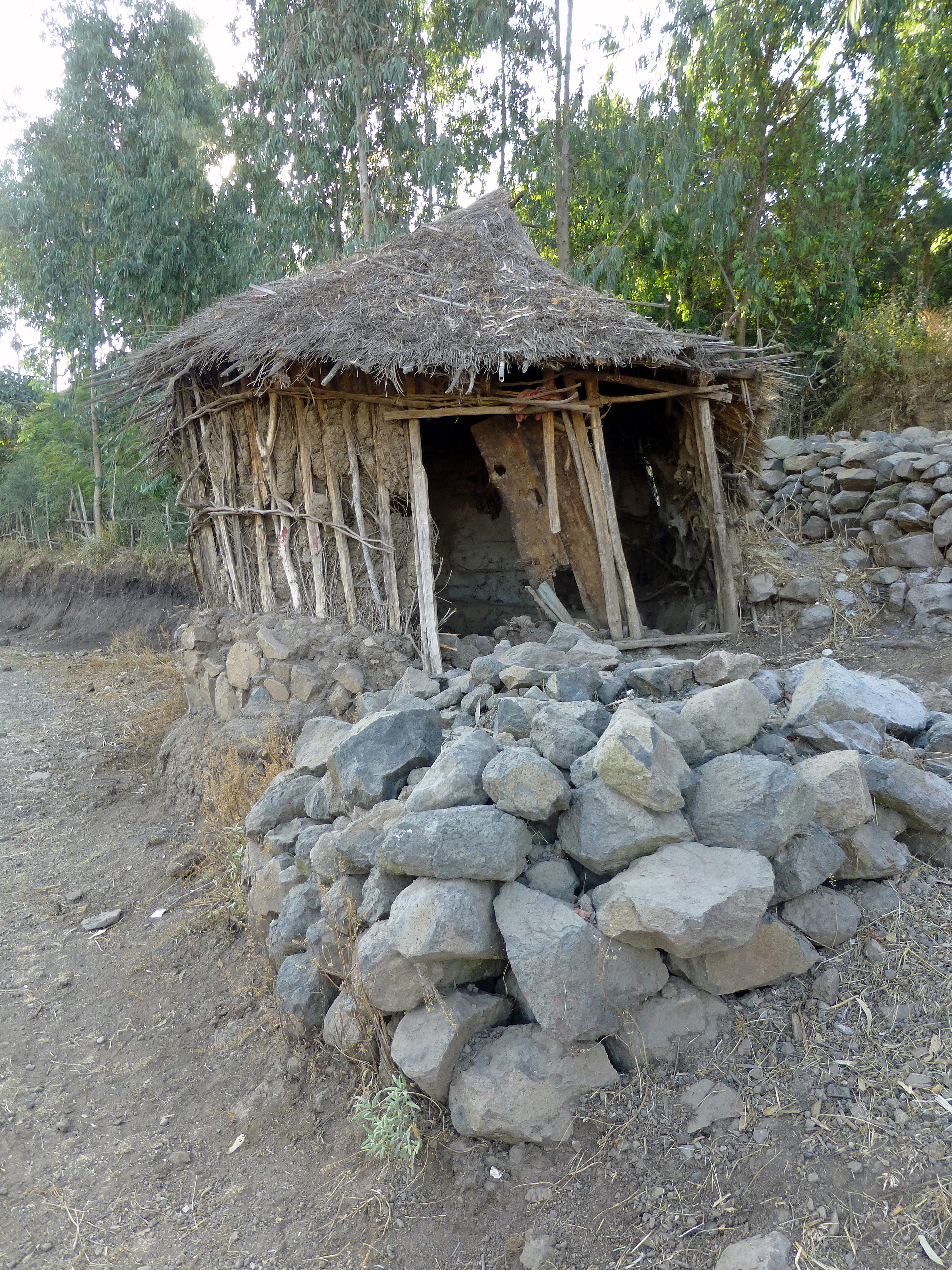
Tukul de Lalibela en Éthiopie

## Amérique australe

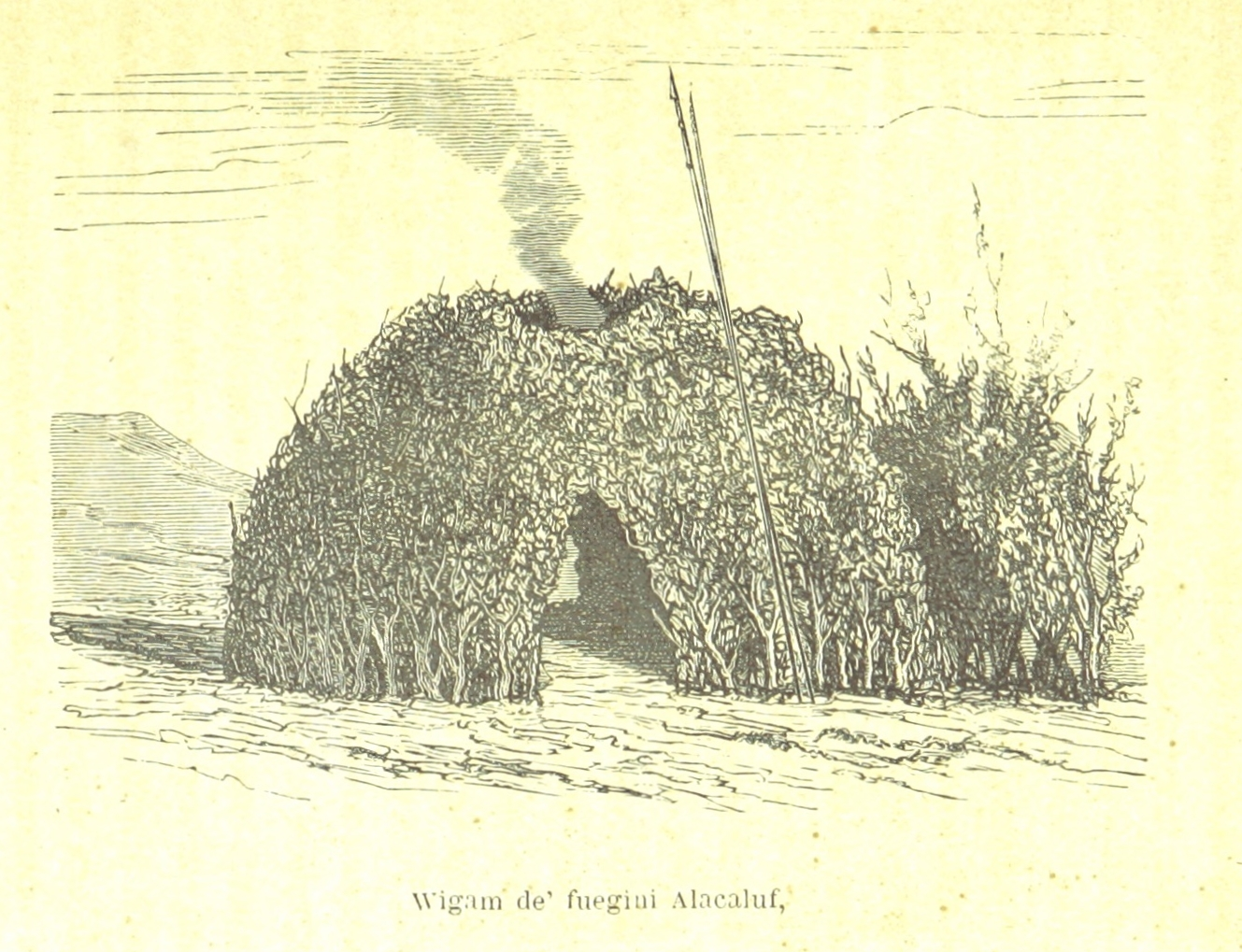
Représentation de 1883, d'une hutte alacaluf.

Les Amérindiens de la Terre de Feu et plus particulièrement les Kawésqar (ou alacaluf), construisaient des structures légères appelées tchélos. C'étaient des huttes arrondies dont la structure portante était faite d'un large treillis en baguettes de canelo, recouvertes de peaux de phoques et de loutres.

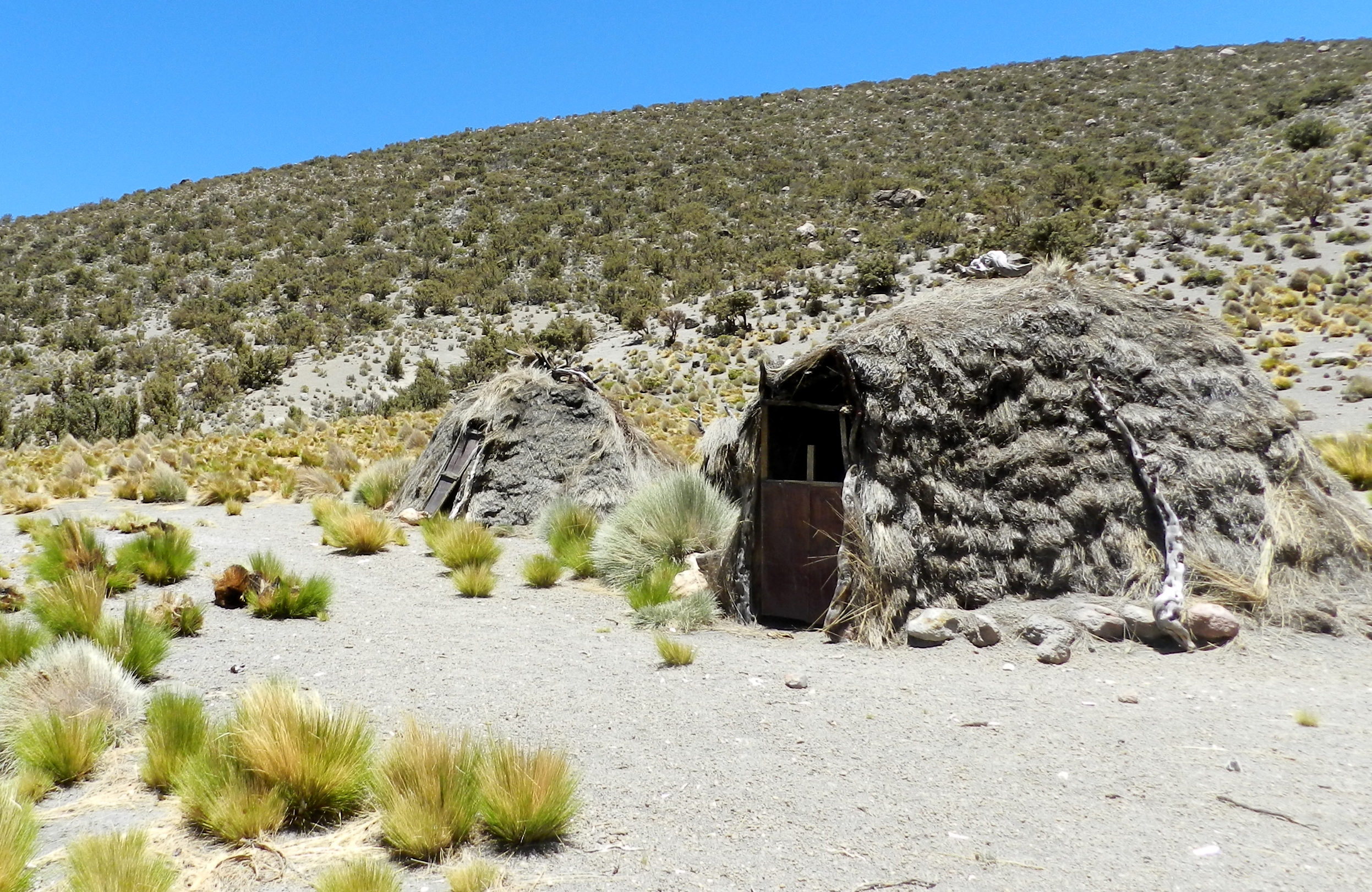
Cabanes de bergers (lamas) de la vallée de Junthuma près de Sajama (Bolivie).

## Amérique du Nord
Les Amérindiens semi-nomades d'Amérique du Nord nommaient leurs huttes des wigwams.

## Europe
Charbonniers et sabotiers vivaient généralement, les siècles passés, dans des huttes au cœur ou en lisière des forêts.

Hutte de sabotiers en forêt
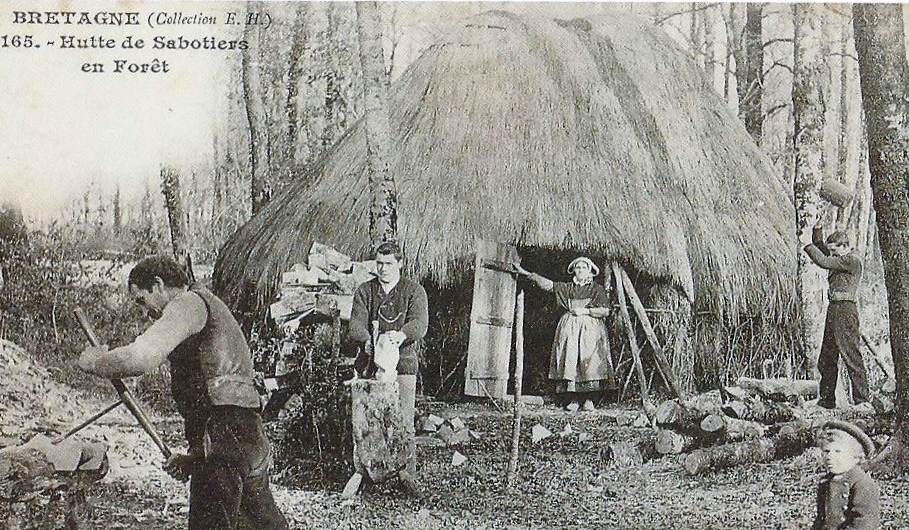
Hutte de sabotiers dans une forêt bretonne vers 1900 (carte postale, Émile Hamonic)

## Des huttes chez les animaux
Les huttes existent aussi chez les animaux : les castors par exemple.

## Fête de Souccot
On utilise des huttes pour célébrer la fête de Souccot.